# Un tram che si chiama Desiderio (film 1951)
Un tram che si chiama Desiderio (A Streetcar Named Desire) è un film del 1951 diretto da Elia Kazan, con protagonisti Vivien Leigh e Marlon Brando. Il film è basato sull'omonimo dramma di Tennessee Williams del 1947. Il copione della pellicola fu scritto dallo stesso Williams, ma subì numerose revisioni per rimuovere, tra le altre cose, riferimenti all'omosessualità.
Nel 1999 è stato scelto per la conservazione nel National Film Registry della Biblioteca del Congresso degli Stati Uniti. Nel 1998 l'American Film Institute l'ha inserito al quarantacinquesimo posto della classifica dei migliori cento film statunitensi di tutti i tempi, mentre dieci anni dopo, nella lista aggiornata, è sceso al quarantasettesimo posto.
Nel 1995 è stato realizzato un film televisivo omonimo con protagonisti Jessica Lange, Alec Baldwin, Diane Lane e John Goodman.

## Trama

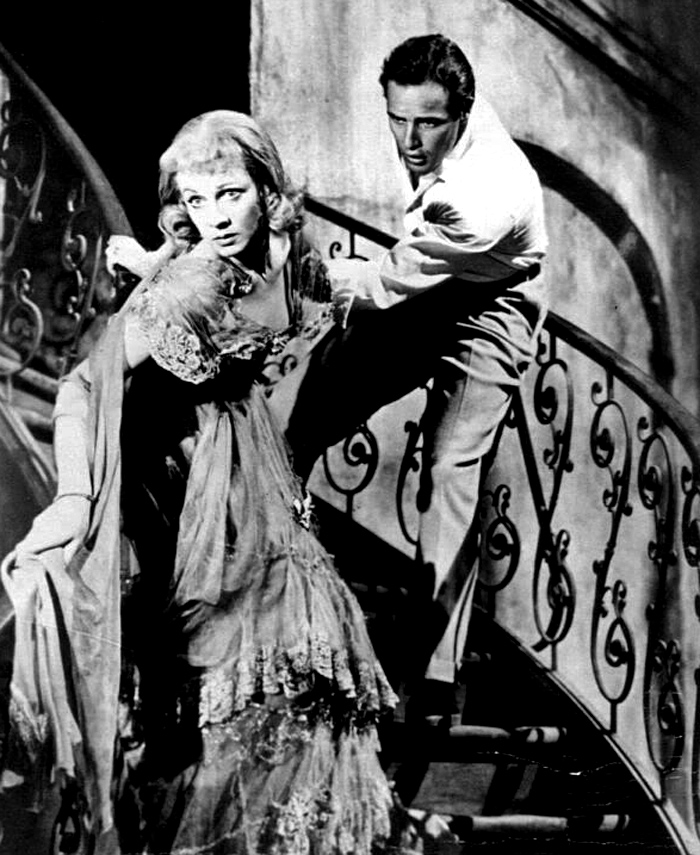
Vivien Leigh e Marlon Brando in una scena del film

Blanche DuBois è una donna tormentata e depressa, schiava dell'alcol e del sesso, che nasconde una forte inquietudine dietro un'elegante e sofisticata apparenza. Blanche arriva da una cittadina del Mississippi, Auriol, per trasferirsi dalla sorella, Stella Kowalski, che vive con il marito a New Orleans, presso gli "Elysian Fields" ("Campi Elisi"). Una volta scesa in stazione, è il tram chiamato "Desiderio" che la conduce allo squallido appartamento dei due al piano terra.
Una volta arrivata, comunica alla sorella, in attesa di un bambino, che Belle Reeve, la piantagione di famiglia, è stata "persa". Blanche dice di essersi presa una pausa dal suo mestiere, cioè insegnante di inglese, a causa di un attacco di nervi. In verità è stata licenziata in seguito ad una relazione avuta con un suo studente di minore età, oltre che per il comportamento equivoco da lei tenuto nella cittadina. A segnare l'esistenza di Blanche è stato inoltre anche il suo breve matrimonio, segnato dal suicidio del suo giovane marito Allan.
Stanley Kowalski, il marito di Stella, è una forza della natura: primordiale, rozzo, brutale e sensuale, egli domina Stella in ogni modo, sia fisicamente che emotivamente. Stella tollera il suo comportamento primitivo perché è ciò che in lui l'attrae di più. L'arrivo di Blanche sconvolge lo stato di dipendenza reciproca della sorella e del marito, e la sua presenza è causa di continue liti.
Un amico di Stanley, Harold "Mitch" Mitchell, si innamora di Blanche, la quale vede in lui la possibilità di ricostruire la propria vita, sposandolo. Stanley nel frattempo scopre il passato di Blanche attraverso un collega che si reca spesso a Auriol; in particolare, scopre che la donna era solita intrattenere relazioni sessuali clandestine in un albergo della città in cui viveva, vicenda che le era costata il licenziamento e la "scomunica" da parte della città. Stanley informa di quanto è venuto a sapere anche Stella (la quale però non gli crederà) e Mitch (che lascerà Blanche, la quale aveva da poco accettato la sua proposta di matrimonio).
Stanley violenterà Blanche, e questo le causerà un forte esaurimento nervoso che la porterà a essere internata in un manicomio. Disperata per il triste destino di Blanche, Stella respingerà il marito e porterà con sé il suo bambino appena nato, giurando di non tornare più a casa da Stanley.

## Produzione

### Casting

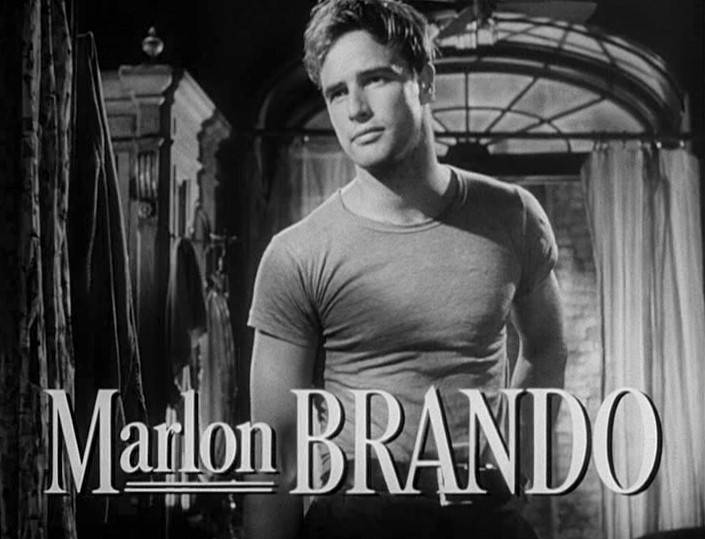

Gran parte degli attori che formavano il cast della versione teatrale di Broadway, Marlon Brando, Kim Hunter, Karl Malden, Rudy Bond, Nick Dennis e Richard Garrick, furono scritturati per interpretare i loro ruoli teatrali nel film. Per la parte di Blanche, furono presi in considerazione molti volti noti di Hollywood, incluse Olivia de Havilland e Bette Davis.
A Jessica Tandy, l'interprete a teatro di Blanche DuBois a Broadway, non venne affidata la parte nel film perché era considerata ancora troppo poco conosciuta al grande pubblico. Alla fine fu scritturata Vivien Leigh, su insistenza della produzione, principalmente per la grande fama da lei acquisita con il film Via col vento. Anche Brando non era famoso all'epoca, ma la sua partecipazione venne raccomandata dalla Leigh, che lo aveva ammirato a teatro nella parte di Kowalski, rimanendo estasiata dalla sua interpretazione.

### Riprese

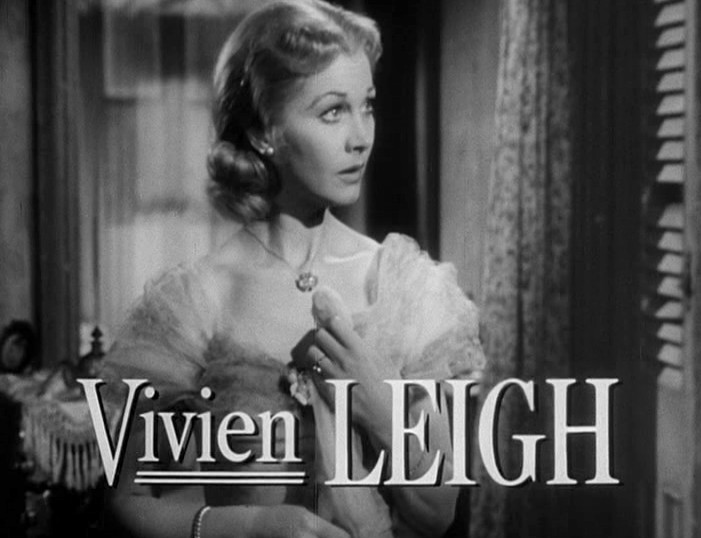

La maggior parte delle scene furono girate in studio a Hollywood, nel corso di 36 giorni, ma alcuni esterni furono filmati a New Orleans, come la scena iniziale dell'arrivo di Blanche. All'epoca della produzione del film, tuttavia, il "tram chiamato desiderio" nominato nella sceneggiatura era già stato convertito in un autobus e la produzione dovette chiedere alle autorità municipali il permesso di mettere momentaneamente la scritta "Desire" su un altro tram. Il modello di tram visibile nel film, un Perley Thomas n. 922, venne restaurato nel 1998, ed è tutt'oggi in servizio attivo a New Orleans.
Vivien Leigh era vista come un corpo estraneo da quasi tutti gli altri membri del cast, in quanto non aveva recitato nella versione a Broadway della pièce di Williams, e così Kazan le disse di utilizzare il proprio senso di solitudine e di emarginazione riflettendoli nel personaggio di Blanche. Alla Leigh venne in seguito diagnosticata una forma di disturbo bipolare e si racconta che verso il finire dei suoi anni (morì a soli 53 anni) credesse, talvolta, di essere veramente Blanche.
L'iconica maglietta attillata indossata da Brando nel film divenne molto popolare tra i giovani dell'epoca che, per indossarne una uguale, non essendoci ancora in commercio magliette slim, acquistavano una normale maglietta, che veniva lavata diverse volte fino a restringersi.

## Colonna sonora
La colonna sonora composta da Alex North si rivelò un netto stacco rispetto al trend hollywoodiano dell'epoca. Invece di essere costituita in maniera tradizionale con una serie di leitmotiv North scrisse brevi pezzi di musica che riflettevano le dinamiche psicologiche dei personaggi. Per il lavoro svolto sulle musiche del film North ricevette una nomination all'Oscar per la miglior colonna sonora.

## Censura
I temi trattati nel dramma teatrale di Williams erano molto controversi, e causarono una parziale riscrittura della sceneggiatura al fine di non incappare nel divieto della censura dell'epoca. Nel film Stella mostra di essere a conoscenza dello stupro di Blanche perpetrato da Stanley, e sembra sul punto di fuggire da casa (forse). Nel testo originale, il finale è molto più ambiguo, con Stella, distrutta emotivamente dall'aver mandato via sua sorella Blanche, che accetta di essere consolata da Stanley senza proferire parola. Williams, nelle sue memorie, descrive il film come "una meravigliosa performance in un grande film, rovinata solo in parte dal finale hollywoodiano".
Nel testo originale il marito di Blanche, Allan Grey, si uccide per la vergogna quando la moglie scopre la sua omosessualità. Questo riferimento sessuale venne totalmente eliminato dal film, nel quale Blanche rivela solo di aver ferito i sentimenti di Allan, portandolo al suicidio. Alcuni di questi cambiamenti erano già presenti nella sceneggiatura. Altre scene invece erano presenti ma furono tagliate solo dopo la fine delle riprese su richiesta della censura. Si tratta principalmente di inquadrature e frasi che sottolineavano la tensione sessuale presente nel dramma originario.

## Restauro
Anni dopo i negativi originali del film, incluse le parti tagliate, riapparvero negli archivi della Lorimar-Telepictures. La Warner Bros. disse di aver scoperto il materiale durante un inventario di routine alla Lorimar dopo che la Warner l'aveva acquistata. Fu quindi deciso di restaurare il film, reintegrando anche le inquadrature tagliate girate da Kazan. Il regista, sebbene ancora in vita all'epoca del ritrovamento delle scene "perdute", non partecipò comunque al progetto.

## Riconoscimenti
- 1952 - Premio Oscar
  - Miglior attrice protagonista a Vivien Leigh
  - Miglior attore non protagonista a Karl Malden
  - Miglior attrice non protagonista a Kim Hunter
  - Migliore scenografia a Richard Day e George James Hopkins
  - Candidatura Miglior film a Charles K. Feldman
  - Candidatura Migliore regia a Elia Kazan
  - Candidatura Miglior attore protagonista a Marlon Brando
  - Candidatura Migliore sceneggiatura non originale a Tennessee Williams
  - Candidatura Migliore fotografia a Harry Stradling Sr.
  - Candidatura Migliori costumi a Lucinda Ballard
  - Candidatura Miglior sonoro a Nathan Levinson
  - Candidatura Miglior colonna sonora a Alex North
- 1952 - Golden Globe
  - Miglior attrice non protagonista a Kim Hunter
  - Candidatura Miglior film drammatico
  - Candidatura Miglior attrice in un film drammatico a Vivien Leigh
- 1953 - Premio BAFTA
  - Miglior attrice protagonista a Vivien Leigh
  - Candidatura Miglior film
- 1952 - National Board of Review Award
  - Migliori dieci film
- 1951 - Festival di Venezia
  - Leone d'argento - Gran premio della giuria a Elia Kazan
  - Coppa Volpi per la migliore interpretazione femminile a Vivien Leigh
  - Candidatura Leone d'oro a Elia Kazan
- 1951 - New York Film Critics Circle Award
  - Miglior film
  - Miglior regista a Elia Kazan
  - Miglior attrice protagonista a Vivien Leigh
  - Candidatura Miglior attore protagonista a Marlon Brando
- 1952 - Directors Guild of America Award
  - Candidatura Miglior regia a Elia Kazan
- 1952 - Writers Guild of America Award
  - Candidatura Miglior sceneggiatura a Tennessee Williams
- 1952 - Jussi Awards
  - Miglior attore straniero a Marlon Brando
- 2004 - Online Film & Television Association
  - Miglior film
- 1957 - Sant Jordi Award
  - Premio Speciale a Tennessee Williams
  - Premio Speciale a Vivien Leigh
- Due battute del film («Stella! Hey, Stella!» e «Ho sempre fidato nella gentilezza degli estranei» («I have always depended on the kindness of strangers» in lingua originale), sono state inserite nel 2005 nella lista delle cento migliori citazioni cinematografiche di tutti i tempi stilata dall'American Film Institute, nella quale figurano rispettivamente al 45º e al 75º posto[10].
- Nella terza stagione della serie TV Modern Family, episodio 4, Cam cercando il fuggitivo "Stella" fa esplicitamente riferimento all'interpretazione di Brando.